# World Sevens Series 1999-2000
 (mars 2018).
Navigation
2000-2001
Les World Sevens Series 1999-2000 sont la 1re édition des séries mondiales masculines de rugby à sept, la compétition la plus importante du monde de rugby à sept. Elle se déroule du 2 décembre 1999 au 28 mai 2000. Elle est composée de 10 étapes mondiales. La première équipe à remporter le championnat est la Nouvelle-Zélande qui remporte la moitié des étapes, laissant le reste aux Fidji qui terminent à la seconde place.

## Format
Le circuit mondial est composé de 10 étapes auquel participent 16 équipes. À l'exception du tournoi de Hong Kong où 24 équipes participent à la compétition et où les points accordés sont plus importants. Les équipes se qualifient alors en quart de finale au lieu des demi-finales pour les autres tournoi.
| Tournoi à 16 équipes          | Tournoi à 16 équipes |     | Hong Kong                      | Hong Kong |
| Classement                    | Pts                  | Pts | Classement                     |           |
| ----------------------------- | -------------------- | --- | ------------------------------ | --------- |
| 1 (Cup)                       | 20                   | 30  | 1 (Cup)                        |           |
| 2 (Final de Cup)              | 16                   | 24  | 2 (finale Cup)                 |           |
| 3 et 4 (demi-finale de Cup)   | 12                   | 18  | 3 et 4 (demi-finale de Cup)    |           |
| 5 (Plate)                     | 8                    | 8   | 5 à 8 (quart de finale de Cup) |           |
| 6 (finale de Plate)           | 6                    | 8   | 5 à 8 (quart de finale de Cup) |           |
| 7 et 8 (demi-finale de Plate) | 4                    | 8   | 5 à 8 (quart de finale de Cup) |           |
| 9 (Bowl)                      | 2                    | 4   | 9 (Plate)                      |           |
| 10 à 16                       | 0                    | 0   | 10 à 24                        |           |

## Étapes
| Date                   | Étape            | Lieu                                      | Vainqueur        |
| ---------------------- | ---------------- | ----------------------------------------- | ---------------- |
| 2 et 3 décembre 1999   | Dubaï            | Dubai Exiles Rugby Ground, Dubaï          | Nouvelle-Zélande |
| 10 et 11 décembre 1999 | Afrique du Sud   | Danie Craven Stadium, Stellenbosch        | Fidji            |
| 7 et 8 janvier 2000    | Uruguay          | Campus de Maldonado, Punta del Este       | Nouvelle-Zélande |
| 12 et 13 janvier 2000  | Argentine        | Estadio José María Minella, Mar del Plata | Fidji            |
| 5 et 6 février 2000    | Nouvelle-Zélande | Westpac Stadium, Wellington               | Fidji            |
| 11 et 12 février 2000  | Fidji            | National Stadium, Suva                    | Nouvelle-Zélande |
| 18 et 19 février 2000  | Australie        | Ballymore Stadium, Brisbane               | Fidji            |
| 24 au 26 mars 2000     | Hong Kong        | Hong Kong Stadium, Hong Kong              | Nouvelle-Zélande |
| 1 et 2 avril 2000      | Japon            | Chichibunomiya Stadium, Tokyo             | Fidji            |
| 27 et 28 mai 2000      | France           | Stade Charléty, Paris                     | Nouvelle-Zélande |

## Classement
Ce classement présente uniquement les 17 équipes ayant inscrit au moins un point au classement général :
| Rang | Équipes                    | Dubaï | Stellenbosch | Punta del Este | Mar del Plata | Wellington | Suva | Brisbane | Hong Kong | Tokyo | Paris | Total de points |
| ---- | -------------------------- | ----- | ------------ | -------------- | ------------- | ---------- | ---- | -------- | --------- | ----- | ----- | --------------- |
| 1    | Nouvelle-Zélande           | 20    | 16           | 20             | 16            | 16         | 20   | 12       | 30        | 16    | 20    | 186             |
| 2    | Fidji                      | 16    | 20           | 16             | 20            | 20         | 16   | 20       | 24        | 20    | 8     | 180             |
| 3    | Australie                  | 8     | 8            | 8              | 12            | 12         | 12   | 16       | 18        | 12    | 12    | 118             |
| 4    | Samoa                      | 12    | 6            | 12             | 12            | 12         | 12   | 4        | 8         | 2     | 2     | 82              |
| 5    | Afrique du Sud             | 12    | 12           | 12             | 4             | 6          | 6    | 0 ,      | 8         | 4     | 16    | 80              |
| 6    | Canada                     | 4     | 4            | 6              | 6             | 8          | 4    | 4        | 8         | 12    | 4     | 60              |
| 7    | Argentine                  | –     | 0            | 4              | 8             | 4          | 8    | 8        | 8         | –     | 12    | 52              |
| 8    | France                     | 6     | 0            | 2              | 4             | 2          | 0    | 6        | 4         | 4     | 6     | 34              |
| 9    | Angleterre                 | –     | –            | –              | –             | –          | –    | –        | 18        | –     | 4     | 22              |
| 10   | Géorgie                    | 0     | 12           | –              | –             | –          | –    | –        | –         | –     | 0     | 12              |
| 11   | Tonga                      | 4     | 2            | –              | –             | 4          | 0    | 2        | –         | –     | –     | 12              |
| 12   | Japon                      | 0     | 0            | –              | –             | 0          | 0    | 0        | 0         | 8     | 0     | 8               |
| 13   | Papouasie- Nouvelle-Guinée | –     | –            | –              | –             | 0          | 2    | 0        | –         | 6     | –     | 8               |
| 14   | Uruguay                    | –     | 0            | 4              | 0             | 0          | 4    | 0        | –         | –     | –     | 8               |
| 15   | Maroc                      | 0     | 4            | –              | –             | –          | –    | –        | –         | –     | 0     | 4               |
| 16   | Écosse                     | 2     | –            | –              | –             | –          | –    | –        | 0         | –     | 0     | 2               |
| 16   | Espagne                    | –     | –            | 0              | 2             | –          | –    | –        | –         | –     | –     | 2               |

## Étapes (résultats)

### Dubaï
| Trophée | Vainqueur        | Score | Finaliste | Demi-finalistes      |
| ------- | ---------------- | ----- | --------- | -------------------- |
| Cup     | Nouvelle-Zélande | 38–14 | Fidji     | Afrique du Sud Samoa |
| Plate   | Australie        | 33–20 | France    | Tonga Canada         |
| Bowl    | Écosse           | 31–24 | Zimbabwe  | Kenya États-Unis     |

### Stellenbosch
| Trophée | Vainqueur | Score | Finaliste        | Demi-finalistes        |
| ------- | --------- | ----- | ---------------- | ---------------------- |
| Cup     | Fidji     | 12–10 | Nouvelle-Zélande | Géorgie Afrique du Sud |
| Plate   | Australie | 22–19 | Samoa            | Canada Maroc           |
| Bowl    | Tonga     | 31–26 | Argentine        | Uruguay Namibie        |

### Punta del Este
| Trophée | Vainqueur        | Score | Finaliste | Demi-finalistes      |
| ------- | ---------------- | ----- | --------- | -------------------- |
| Cup     | Nouvelle-Zélande | 42–19 | Fidji     | Afrique du Sud Samoa |
| Plate   | Australie        | 27–12 | Canada    | Uruguay Argentine    |
| Bowl    | France           | 31–12 | Allemagne | Chili Espagne        |

### Mar del Plata
| Trophée | Vainqueur | Score | Finaliste        | Demi-finalistes       |
| ------- | --------- | ----- | ---------------- | --------------------- |
| Cup     | Fidji     | 26–14 | Nouvelle-Zélande | Samoa Australie       |
| Plate   | Argentine | 41–7  | Canada           | France Afrique du Sud |
| Bowl    | Espagne   | 40–7  | Chili            | États-Unis Allemagne  |

### Wellington
| Trophée | Vainqueur | Score | Finaliste        | Demi-finaliste                  |
| ------- | --------- | ----- | ---------------- | ------------------------------- |
| Cup     | Fidji     | 24–14 | Nouvelle-Zélande | Samoa Australie                 |
| Plate   | Canada    | 24–21 | Afrique du Sud   | Argentine Tonga                 |
| Bowl    | France    | 47–12 | Croatie          | Japon Papouasie-Nouvelle-Guinée |

### Suva
| Trophée | Vainqueur                 | Score | Finaliste      | Demi-finalistes |
| ------- | ------------------------- | ----- | -------------- | --------------- |
| Cup     | Nouvelle-Zélande          | 31–5  | Fidji          | Samoa Australie |
| Plate   | Argentine                 | 17–14 | Afrique du Sud | Canada Uruguay  |
| Bowl    | Papouasie-Nouvelle-Guinée | 21–17 | Tonga          | Japon France    |

### Brisbane
| Trophée | Vainqueur | Score | Finaliste                 | Demi-finalistes                 |
| ------- | --------- | ----- | ------------------------- | ------------------------------- |
| Cup     | Fidji     | 24–21 | Australie                 | Afrique du Sud Nouvelle-Zélande |
| Plate   | Argentine | 33–14 | France                    | Samoa Canada                    |
| Bowl    | Tonga     | 43–0  | Papouasie-Nouvelle-Guinée | Hong Kong Uruguay               |

### Hong Kong
| Trophée | Vainqueur        | Score | Finaliste | Demi-finalistes       | Quart-de-finalistes                         |
| ------- | ---------------- | ----- | --------- | --------------------- | ------------------------------------------- |
| Cup     | Nouvelle-Zélande | 31–5  | Fidji     | Australie Angleterre  | Argentine Canada Samoa Afrique du Sud       |
| Plate   | France           | 19–14 | Croatie   | Italie Hong Kong      | Écosse Corée du Sud États-Unis Japon        |
| Bowl    | Irlande          | 31–7  | Chine     | Thaïlande Golfe arabe | Taipei chinois Malaisie Sri Lanka Singapour |

### Tokyo
| Trophée | Vainqueur | Score | Finaliste                 | Demi-finaliste        |
| ------- | --------- | ----- | ------------------------- | --------------------- |
| Cup     | Fidji     | 27–22 | Nouvelle-Zélande          | Canada Australie      |
| Plate   | Japon     | 26–14 | Papouasie-Nouvelle-Guinée | France Afrique du Sud |
| Bowl    | Samoa     | 19–12 | Corée du Sud              | Hong Kong États-Unis  |

### Paris
| Trophée | Vainqueur        | Score | Finaliste      | Demi-finaliste              |
| ------- | ---------------- | ----- | -------------- | --------------------------- |
| Cup     | Nouvelle-Zélande | 69–10 | Afrique du Sud | Australie Argentine         |
| Plate   | Fidji            | 45–7  | France         | Canada Angleterre           |
| Bowl    | Samoa            | 37–5  | Maroc          | Irlande Barbarians français |

## Statiques individuelles
Le Fidjien Vilimoni Delasau termine meilleur marqueur d'essais avec 83 réalisations.